# Heidemarie Rohweder
Heidemarie Hoss-Rohweder (* 7. Juli 1943 in Dithmarschen; † 11. März 2014 in Berlin) war eine deutsche Schauspielerin.

## Leben und Karriere
Heidemarie Rohweder, 1943 in Dithmarschen geboren, wuchs in Nordhastedt auf. Sie studierte an der Hochschule für Musik und Theater Hamburg in Hamburg und arbeitete in Kiel, dann am Staatstheater Stuttgart. In Stuttgart lernte sie ihren Mann Willi Hoss kennen, ihre gemeinsame Tochter Nina Hoss ist Schauspielerin. Zwischen 1989 und 1992 war Rohweder im Theater im Westen am Feuersee tätig. Von 1993 bis 1998 war sie Intendantin der Württembergischen Landesbühne in Esslingen am Neckar. Rohweder war an mehreren Fernsehproduktionen beteiligt. Zu ihren bekannteren Filmrollen zählt jene in Hinter Gittern – Der Frauenknast.

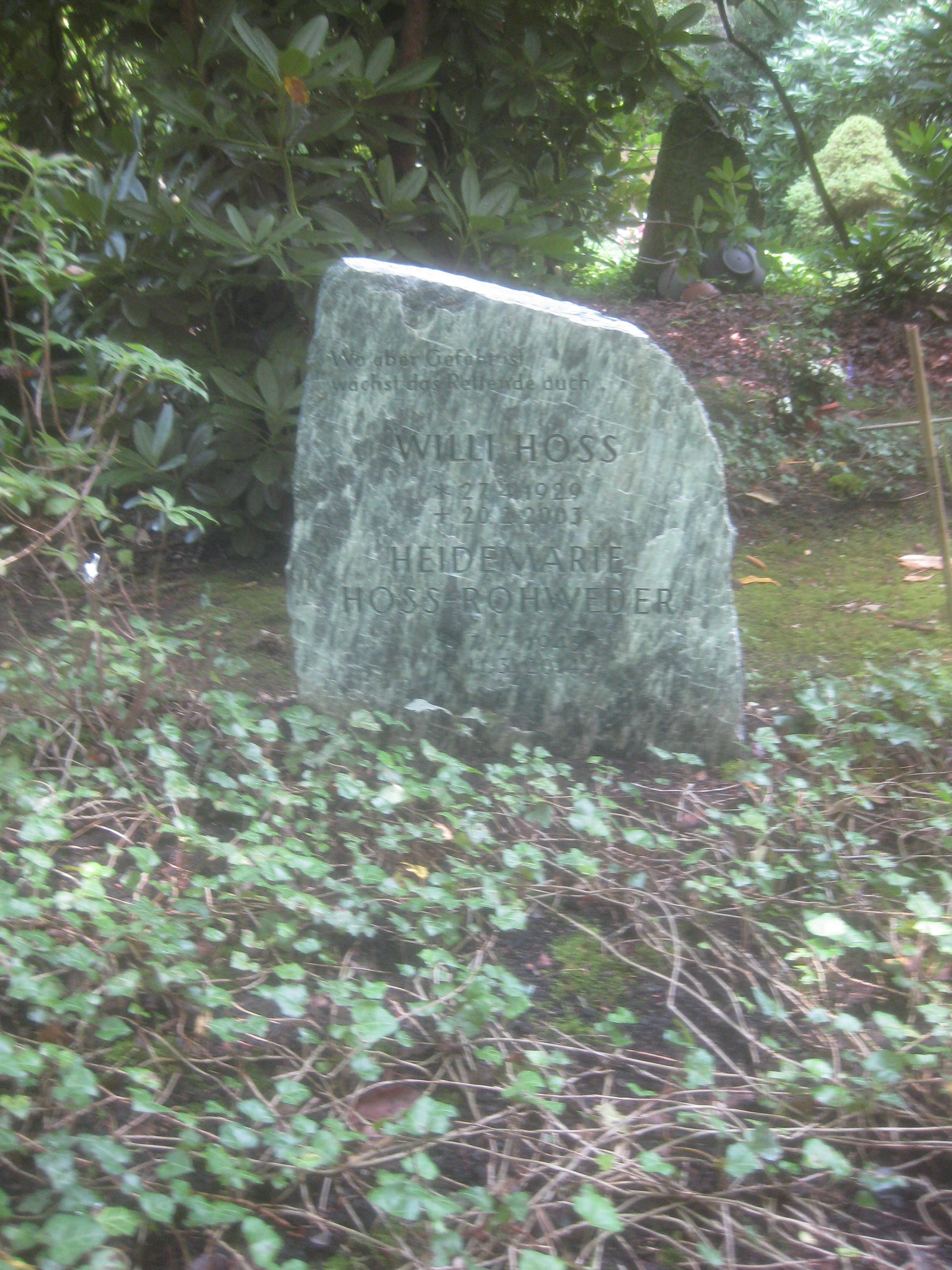
Grab von Willi Hoss und Heidemarie Rohweder auf dem Waldfriedhof Stuttgart

Im März 2014 erlag sie im Alter von 70 Jahren in Berlin einem Krebsleiden.

## Filmografie (Auswahl)

### Kino
- 1992: Andy
- 1997: Tut mir leid wegen gestern
- 1999: Der Vulkan
- 2002: Das Verlangen
- 2008: Fleisch ist mein Gemüse

### Fernsehen
- 1982: Tatort – Blinde Wut
- 1996: Das Mädchen Rosemarie (Fernsehfilm)
- 2000: Auf eigene Gefahr (Fernsehserie, 1 Episode)
- 2002: Hinter Gittern – Der Frauenknast (Fernsehserie, 6 Episoden)
- 2003: Nachts, wenn der Tag beginnt (Fernsehfilm)

## Hörspiele
- 1977: Lars Gustafsson: Wollsachen – Regie: Hermann Naber (Hörspiel – SWR/NDR)
- 2003: Carlo Fruttero/Franco Lucentini: Die Farbe des Schicksals (Signora Porra) – Regie: Hans Gerd Krogmann (Hörspiel – SWR)